# Gunnar Isberg (polis)
Johan Gunnar Isberg, född 18 oktober 1923 i Teurajärvi i Korpolombolo socken i Pajala kommun, död 7 juni 2017 i Luleå, var en svensk jurist och polis.
Gunnar Isberg var yngste son till Otto Isberg (1885-1961) och Anna Eugenia Isberg (1888-1975). Han växte upp i Kiruna. Han hade fyra bröder och en syster, bland andra Fahle Isberg och Birger Isberg.
Hans äldste bror Fahle Isberg arbetade under andra världskriget på C-byrån på Försvarsstaben som chef för underrättelseverksamheten i norra Norrland. Fahle Isberg kom att spela en avgörande roll för den svenska delen av uppbyggnaden och driften av den norska kommunikationsbasen Kari 1943-1945 och de fyra amerikansk-engelsk-norska spanings- och sabotörsbaserna på svenskt territorium i Operation Sepals 1944-1945. Birger och Gunnar Isberg engagerades också för att i hemlighet stödja Operation Sepals. Dessutom tjänade föräldrarnas våning på Brytaregatan i Kiruna uppehåll för norska motståndsmän på väg till och från baserna. Gunnar Isberg var bland annat kurir och förde meddelanden mellan Sepals-baserna och norska legationen i Stockholm. 
År 2002 hedrades bröderna Fahle, Birger och Gunnar Isberg under en ceremoni av USA:s tidigare försvarsattaché för sina insatser under kriget. 
Han utnämndes 1963 till polismästare, tillika stadsfiskal i Luleå och senare länspolischef i Norrbottens län till 1989.
Gunnar Isberg var gift med Ann-Marie Isberg och hade tre barn.